# 金焕基
金焕基（韓語：김환기，羅馬化：Kim Whanki，1913年2月27日—1974年7月25日），韩国抽象艺术家。1913年出生于韩全羅南道新安郡的小渔村，后于1960年移居美国。于1974年7月25日在美国纽约市逝世。韩国首尔建设的煥基美術館就是为了纪念金焕基。